# 지방도 제821호선
지방도 제821호선은 전라남도 영암군 삼호읍 동호리에서 나주시 공산면 금곡리 복사초리삼거리를 잇는 전라남도의 지방도이다. 지방도 제801호선과 중첩되는 부분이 많으며, 영암군 영암읍과 나주시 반남면 일대를 거쳐 가는 것이 특징이다.
1983년에는 노선명이 '영광 ~ 함평선'이었고 1988년에는 '영암 ~ 공산선'이었다. 2003년 3월 27일 영암군 삼호읍 ~  영암읍 구간이 연장되면서 '삼호 ~ 공산선'이 되었다.

## 연혁
- 1983년 12월 14일 : 도로 확포장공사를 위해 영암군 영암읍 회문리 ~ 군서면 해창리 4.554km 구간 도로구역 변경[1]
- 1984년 12월 10일 : 도로 확포장공사를 위해 영암군 덕진면 용산리 ~ 도포면 도포리 1.082km 구간 도로구역 변경[2]
- 1985년 12월 23일 : 기점을 '영암군 영암읍 송평리', 종점을 '나주군 공산면 금곡리'로 명시하고 도로개량이 완료된 영암군 영암읍 송평리 ~ 도포리 5.366km 구간 도로예정지 해제[3]
- 1986년 8월 20일 : 1987년 9월까지 영암 ~ 공산간 도로(영암군 도포면 도포리 ~ 시종면 내동리) 6.771km 구간 확포장공사를 위해 도로구역 변경[4]
- 1987년 1월 22일 : 영암군 영암읍 송평리 ~ 도포면 도포리 5.366km 구간과 나주군 반남면 덕흥리 280m 구간 도로예정지 해제[5]
- 1987년 7월 27일 : 1988년 3월까지 영암 ~ 공산간 도로(영암군 시종면 만수리 ~ 나주군 반남면 흥덕리) 5.71km 구간 확포장공사 계획을 공고[6][7]
- 1988년 1월 4일 : 영암군 영암읍 송평리 ~ 시종면 태간리 10.8km 구간 도로예정지 해제[8]
- 1988년 2월 10일 : 1988년 9월까지 나주군 반남면 흥덕리 ~ 대안리 1.6km 구간 확포장공사 계획을 공고[9]
- 1989년 1월 6일 : 영암군 영암읍 송평리 ~ 나주군 반남면 흥덕리 18.95km 구간 도로예정지 해제[10]
- 1989년 5월 13일 : 1989년 12월까지 나주군 반남면 대안리 ~ 공산면 금곡리 3.64km 구간 확포장공사 계획을 공고[11]
- 1995년 12월 8일 : 기존 지방도 노선을 폐지하고 새로 지정[12]
- 1996년 2월 21일 : 1996년 12월까지 반남우회도로(나주시 반남면 흥덕리 ~ 대안리) 확포장공사를 위해 1.56km  구간 도로구역 변경[13]
- 2003년 3월 27일 : 기점을 영암군 영암읍 송평리에서 '무안군 삼호읍 회문리'로 연장함. 이에 따라 노선명을 '영암 ~ 공산선'에서 '삼호 ~ 공산선'으로 변경하고 총 연장 54.1km가 됨.[14]
- 2005년 4월 13일 : 2005년 11월까지 개량공사를 위해 영암군 군서면 해창리 200m 구간과 영암군 영암읍 회문리 140m 구간 도로구역 변경[15]
- 2008년 4월 4일 : 2010년 12월까지 영암 시종지구(영암군 시종면 태간리 ~ 월송리) 개량공사를 위해 724m 구간을 451m로 도로구역 변경, 2010년 12월까지 영암 구학지구(영암군 도포면 구학리 ~ 덕화리) 개량공사를 위해 410m 구간 도로구역 변경[16]
- 2013년 7월 19일 : 2015년 12월까지 영암 송평지구(영암군 영암읍 송평리) 개량공사를 위해 784m 구간 도로구역 변경[17]

## 주요 경유지
- 영암군
  - 삼호읍 소서호마을 - 동역마을 - 감치마을 - 감치교
  - 학산면 감치교 - 학산면신덕리 교차로 - 은곡리 - 독천초등학교 학산서분교(폐교) - 석포 교차로 - 매월리
  - 서호면 태백리 - 금강리 - 장혜술고개 - 성재리 - 학파2배수장
  - 군서면 학파1배수장 - 양장리 - 모정리 - 동호리 - 성양리 - 성양 교차로 - 월곡교 - 호동교 - 월곡리
  - 영암읍 주암 교차로 - 송평리 - 녹암교 - 회문 교차로 - 영암축협 - 영암119안전센터 - 영암읍회문리 교차로 - 송평교 - (송평리 회전교차로) - 송평리
  - 군서면 월출산온천관광호텔 - 해창리 - (원해창) - 해창교
  - 덕진면 해창교 - 덕진면용산리 교차로 - 도포교
  - 도포면 도포교 - 도포리 - 구학리 - 도포면소재지 교차로 - 도포면덕화리 교차로 - 덕화리 - 도포문화마을단지 - 봉호리
  - 시종면 태간리 - 시종면월송리 교차로 - 내동리 - 시종중학교 - 시종터미널앞 (시종공용버스정류장) - 시종교 - 시종파출소 - 시종면만수리 교차로 - 금지리 - 종남교

- 나주시
  - 반남면 흥덕리 - 반남면흥덕리 교차로 - (부흥.흥덕) - (상대마을) - 나주대안리고분군 - 대안리 - 삼포교
  - 공산면 삼포교 - 복용리 - 상방리 - 금곡리 - 복사초리삼거리

## 중첩 구간
- 영암군 학산면 학산면신덕리 교차로 ~ 서호면 금강리 : 지방도 제801호선과 중첩
- 영암군 군서면 성양 교차로 ~ 영암읍 회문 교차로 : 지방도 제819호선과 중첩
- 영암군 시종면 시종면월송리 교차로 ~ 시종터미널앞 : 지방도 제801호선과 중첩
- 영암군 시종면 시종터미널앞 교차로 ~ 나주시 반남면 (부흥.흥덕) : 지방도 제820호선과 중복

## 도로명
- 영암군 학산면 학산면신덕리 교차로 ~ 군서면 성양 교차로 : 영산로
- 영암군 군서면 성양 교차로 ~ 영암읍 회문 교차로 : 영암로
- 영암군 영암읍 회문 교차로 ~ 영암읍회문리 교차로 : 월출로
- 영암군 영암읍 영암읍회문리 교차로 ~ 시종면 시종터미널앞 : 마한로
- 영암군 시종면 시종터미널앞 ~ 나주시 반남면 (부흥.흥덕) : 고분로
- 나주시 반남면 (부흥.흥덕) ~ (상대마을) : 흥덕길
- 나주시 반남면 (상대마을) ~ 공산면 복사초리삼거리 : 자미로